# Władysław Broniewski
Władysław Broniewski (Płock, 17 dicembre 1897 – Varsavia, 10 febbraio 1962) è stato un poeta e militare polacco.

## Biografia
Da giovane Broniewski si unì nel 1915 alle legioni di Piłsudski e si arruolò nell'esercito solo pochi anni dopo, per difendere la Polonia dall'invasione dell'Unione Sovietica. Combatté nella guerra sovietico-polacca e fu decorato con l'Ordine Virtuti militari, il più alto riconoscimento polacco di coraggio sul campo di battaglia.
Negli anni Trenta, le sue simpatie politiche erano per la sinistra. Quando la Polonia fu attaccata nel 1939 dalla Germania, scrisse un'importante poesia che incoraggiava i polacchi a mettere da parte le differenze politiche e combattere gli aggressori. Mentre la Polonia veniva attaccata dall'Unione Sovietica e tutta la frontiera orientale era occupata dai sovietici, Broniewski si trovò a Leopoli. In un primo momento pubblicò le sue poesie sul giornale edito dai sovietici ma presto fu arrestato dalla NKVD e dopo quattro mesi fu trasferito a Mosca alla Lubjanka per altri tredici mesi. Lasciò l'Unione Sovietica con l'esercito polacco guidato dal generale Władysław Anders e attraverso l'Iran andò in Iraq e in Palestina.
Dopo la seconda guerra mondiale e l'istituzione della Repubblica Popolare di Polonia, scrisse nel 1951 un importante poema narrativo-politico, Słowo o Stalinie ("Una parola su Stalin"). Successivamente, Broniewski divenne un'importante figura politica e fu proclamato dalle autorità come importante poeta nazionale. Tuttavia, Broniewski riuscì ad ottenere un certo grado di indipendenza e alcune sue poesie di questo periodo confermano il suo talento. Fu anche un traduttore di poesia e prosa, traducendo tra gli altri Dostoevskij, Esenin, Majakovskij e Brecht.
Durante gli ultimi anni della sua vita la sua salute fu rovinata dall'abuso di alcol. Morì a Varsavia.

## Stile poetico
La poesia di Broniewski si occupa di problemi della vita umana nel contesto di eventi storici, come le guerre e le rivoluzioni (per esempio la Comune di Parigi) e con questioni di giustizia e ingiustizia, lotta per la libertà, patriottismo e sofferenze personali. Quest'ultimo aspetto è evidente nel ciclo Anka, dedicato alla memoria della figlia Anna, tragicamente deceduta per avvelenamento da gas il 1 settembre 1954. Questo ciclo è spesso paragonato ai Lamenti di Jan Kochanowski. Un altro poema molto importante di Broniewski è Ballady i romanse, alludendo al ciclo omonimo di Adam Mickiewicz; questa poesia riguarda la Shoah e l'eroina è una ragazza ebrea tredicenne, Ryfka, che muore insieme a Gesù Cristo uccisa dai nazisti. Broniewski fu conservatore nel campo della forma poetica. Ha usato forme classiche di versi, contatori tradizionali e stanze. Ha spesso impiegato un metro dattilometrico.

## Raccolte poetiche
- Wiatraki (1925)
- Dymy nad miastem (1927)
- Troska i pieśń (1932)
- Krzyk ostateczny (1938)
- Bagnet na broń (1943)
- Drzewo rozpaczające (1945)
- Nadzieja (1951)
- Anka (1956)

## Riconoscimenti e onorificenze
- Ordine dei Costruttori della Polonia popolare (1955)
- Croce d'argento dell Ordine Virtuti militari
- Croce di commendatore con placca dell'Ordine della Polonia restituta